# Districtul Szekszárd
Szekszárd (în maghiară Szekszárdi járás) este un district în județul Tolna, Ungaria.
Districtul are o suprafață de 656,18 km2 și o populație de 59.412 locuitori (2013).